# Aquaman
Aquaman là nhân vật siêu anh hùng hư cấu xuất hiện trong truyện tranh của Mỹ, được công bố bởi DC Comics. Nhân vật được tạo ra bởi Paul Norris và Mort Weisinger, xuất hiện lần đầu tiên trong More Fun Comics #73 (tháng 11 năm 1941). Trong thời gian cuối những năm 1950 và 1960, thời kỳ siêu anh hùng hồi sinh được biết đến là Silver Age, anh là thành viên sáng lập của Justice League. Trong những năm 1990 của Modern Age, Aquaman trở nên quan trọng hơn nhiều so với các miêu tả trước đó, với cốt truyện miêu tả vai trò quan trọng của anh chính là vua của Atlantis.